# Copiula minor
Copiula minor és una espècie de granota de la família Microhylidae que viu a Papua Nova Guinea.
Està amenaçada d'extinció per la pèrdua del seu hàbitat natural.